# 米拉·韓德麗
米拉·韓德麗（1942年7月23日—2002年11月15日）因和愛人及同伙伊恩·布雷迪（Ian Brady）於1963年至1964年期間在沼澤凶殺中殺害4名小童而被定罪，2002年於獄中病逝。

## 早年生活
韓德麗在曼徹斯特市的哥頓區出生，並由奶奶愛倫（Ellen Maybury）照顧。普遍認為她曾被在第二次世界大戰時任英國皇家空軍傘兵並酗酒的父親波比（Bob Hindley）虐待，亦有說她的母親娜利（Nellie）也曾受他虐待。波比和娜利於1965年韓德麗被逮捕前後離婚，娜利後來和一名叫比爾·穆頓（Bill Moulton）的人結婚。米拉的妹妹莫琳（Maureen）則是在1946年8月出生。韓德麗的智商是107，和平均值差不多。她無法在十一級進級考試中取得文法學校的入學資格，因而入讀了一所現代中學（Ryder Brow Secondary Modern School），並成為了一名高材生，不過她亦經常缺課。
韓德麗15歲時，她的一位13歲的朋友米高（Michael Higgins）在一個水庫中淹死了。她在那天曾被他邀請一同前往游泳，但她沒去。韓德麗認為如果她在場就能拯救到他，而因此深感內疚。她為了她的天主教徒朋友而歸信羅馬天主教，而且忽略了她的學校作業。她在米高過世數月之後罹患抑鬱症，每天都為他的靈魂燃點蠟燭。韓德麗在1957年輟學，她的第一份工作是在一家電子工程公司（Lawrence Scott and Electrometers）做初級技師。1959年，她和一個本地男孩羅尼·冼佳亞（Ronnie Sinclair）訂過婚，不過她很快就取消了婚約。1961年1月16日，韓德麗到一家總部在曼徹斯特市的化學公司（Millward's）任打字員。
韓德麗在這家公司認識了伊恩·布雷迪，一名比她大四年的蘇格蘭籍男生。伊恩曾因為虐待和屢次夜間盜竊而被定罪，並為此在1950年代進過少年感化院。布雷迪在遇見韓德麗的時候已經在該公司工作了好一段時間。韓德麗立即就愛上了布雷迪，可是他一直對她不睬不理，這個情況持續了大概十二個月。在1961年，韓德麗寫了一份日記，其中記錄了她對布雷迪有增無減的熱衷。此日記在1965年10月警察拘捕她時被發現。
1961年12月22日公司舉辦的耶誕節派對上，布雷迪因為喝了一些酒而開始信口開河，邀請韓德麗出去約會，而韓德麗很快就答應了。第一次約會，他帶韓德麗去觀賞電影《紐倫堡大審判》（Judgment at Nuremberg）。過了一星期之後，他播了幾首納粹的進行曲讓韓德麗聆聽，並且鼓勵她閱讀一些他喜歡的書籍，像是－《我的奮鬥》、《罪與罰》以及薩德侯爵的作品。布雷迪顯然的，也鼓勵韓德麗幫助他搶銀行（雖然尚不知這倆人搶銀行的罪刑是否有登記在案）。也曾要求她加入一場俱樂部槍擊案，並且幫他購買手槍（因為布雷迪自從發生暴力事件被定罪之後，就失去購買槍枝的許可證）。因布雷迪需要有人幫他在逃逸時開車，因此韓德麗也被要求去上駕駛訓練班。韓德麗在學開車的同時，也加入了曼徹斯特齊鐸（Cheadle）這個地方的來福槍俱樂部，並購買了兩把槍枝。布雷迪讓韓德麗相信上帝並不存在，而她也開始不去教堂了。她不斷吸收著布雷迪的人生哲學、選擇他感興趣的事，並且改變自己的外型以期能配的上他。韓德麗漂白了自己的頭髮且開始穿起德國牌子的服裝。她毫不懷疑的讓布雷迪拍下自己全裸時，或是倆人發生關係時的照片。布雷迪的給她取了各暱稱叫「Hessy」，取這個名字有兩個雙關意義：一是代表鋼琴家蜜拉·海絲（Myra Hess），第二個 S 則代表希特勒的代理人魯道夫·赫斯（Rudolf Hess）

## 沼澤謀殺
自1963年中期開始，布雷迪對於搶劫銀行已經不感興趣，此時因他的性癖好，他而更傾向於成為殺人兇手。布雷迪夥同韓德麗犯下了：誘拐、對孩童性侵害、虐待的罪行，以及在1963年7月與1965年10月之間殺害了五名孩童。

## 逮捕
在他們最後殺害的十七歲青少年艾德華·伊凡（Edward Evans）的遺體被發現之後，布雷迪在他和韓德麗同居的房子裡，遭到了逮捕。（位於曼徹斯特Hyde 地區的 Wardle Brook 大街）
韓德麗姊夫大衛·史密斯（David Smith）目睹了謀殺的行為，並告知了警方。在一份警方的報告中，布雷迪坦承他殺害了伊凡。在曼徹斯特中央車站的保管箱裡，一個裝有韓德麗相關罪證的手提箱被尋獲，因此在五天之後韓德麗也遭到逮捕。對於警方持續的審問與調查，韓德麗則顯得相當傲慢，藐視且抗拒。警探、法官、報社記者與其他觀察家都注意到，韓德麗仍然堅定不移的效忠於布雷迪。而她似乎感染到布雷迪的狂妄與自信，堅決不承認任何的罪行。她一概的否認所有不當行為，並不斷拼命的把罪行推到史密斯身上，以便能替布雷得開脫。甚至在1966年5月，布雷迪因罪證確鑿而被法院（Chester Crown Court）判終生監禁之後，她仍繼續為布雷迪背書。
2006年，在一部關於韓德麗牢獄歲月的電視紀錄片片當中，警方書記官珊卓·威金森（Sandra Wilkinson）談到，她很清楚記得韓德麗與她的母親娜利－韓德麗原本靠著法庭的牆壁，吃著奶油蛋糕。但是當她母親愁眉苦臉的出現時，韓德麗的舉止似乎就完全不同了。
在手提箱中發現的證據，也證實了其駭人聽聞的行為。手提箱會被發現，純粹是因為某警官在搜查房子時，瞄到了藏在韓德麗祈禱書裡一張保管箱收據的一角，在保管箱裡則找到兩個裝有變態裸照的手提箱，其中包含了十歲女童萊斯麗（Lesley Ann Downey）裸體、被綑綁並且在韓德麗的臥房裡嘔吐的九張照片。除了床鋪的細節確定了他們的所在地之外，在照片上也有韓德麗的指紋。手提箱中也發現了一卷錄音帶，在裡頭可以聽見一個年輕女童正在尖叫、哭泣並且求饒的聲音。另外兩個聲音是一男一女，可以聽見他們正在威脅這個孩子。警方經過鑑定，確認成人的聲音是來自布雷迪與韓德麗。但是，他們需要萊斯麗的母親（Ann West）協助指認那孩童的聲音。稍後，布雷迪被問到為什麼要保留這捲可用來指控他的錄音帶，布雷迪則說他會這麼做只因為－「那是獨一無二的。」
到了月底，萊斯麗以及約翰·基爾布賴德（John Kilbride）的遺體被尋獲，布雷迪與韓德麗因犯下三起謀殺案而被起訴。警方握有萊斯麗謀殺案的確切證據（手提箱裡的裸照與錄音帶）。當錄音帶證據在法庭上播出時，法官（Mr. Justice Fenton Atkinson）則命令現場所有女性離開法庭。約翰·基爾布賴德的名字被寫在布雷迪的記事本裡（在取名為謀殺計畫的一頁中），而一張韓德麗和她的狗合拍的照片，稍後被證實是在約翰被埋葬的地方所拍攝的。

## 審判
1966年4月21日，審判在「Chester Assizes」開始進行。控方律師是埃爾溫-瓊斯勳爵（Elwyn Jones）。5月6日審判結束，布雷迪涉及的三起謀殺案全被判有罪，並且被判處終生監禁。法官以「難以置信的邪惡」與「無藥可救」來形容布雷迪，法官也提出永遠不得釋放布雷迪的建議。然而，法官也說明了他對韓德麗的看法不見得完全正確－而且，若去除掉布雷迪的出現以及他對她所造成的影響，將來韓德麗也許真的有可能會改過自新。
韓德麗因為在謀殺伊凡和萊斯麗的起訴中被判有罪，因此被判了兩個無期徒刑。另外，由於她是謀殺約翰的幫兇，因此也同時被判七年有期徒刑。Mr. Justice 建議韓德麗應該要服「很長的刑期」。
韓德麗被送進「哈洛威監獄」（Holloway prison），雖然入獄的前幾年她和布雷迪還有書信往來，有段時間裡他們想結婚的要求也被駁回，但1972年5月韓德麗卻突然終止和布雷迪的所有聯繫。一年之後，韓德麗在愛上她的女同性戀獄友派翠莎（ Patricia Cairns）的幫助下，曾試圖想要逃離監獄，但最後並沒有成功。因此，韓德麗被移監到肯特郡的「Cookham Wood」監獄。在案發超過二十年後，1986年11月，布雷迪與韓德麗承認他們殺害了寶琳娜·瑞德（Pauline Reade ）與齊斯·班奈特（Keith Bennett），這倆人都是在1960年代前期失蹤。不久之後，為了協助警方找到藏屍的地點，他們在嚴密的戒護下回到了沼澤。寶琳娜的遺體在隔月被發現，但班奈特的遺體從未被尋獲。布雷迪和韓德麗，雖從未因謀殺這兩人而遭到起訴，但是內政大臣里安·畢頓（Leon Brittan）加重了韓德麗的刑期，這使得她在監牢裡最少得待到1995年。
之後，韓德麗宣稱她已經改過自新，並且堅稱她的行為都是受到布雷迪的影響。一個由朗福德勳爵（Lord Longford）帶領的團體，也在韓德麗被判刑之後即開始擁護她，並為了讓她能被釋放而策劃了各種活動。然而，多數英國民眾對韓德麗的懺悔抱持懷疑的態度。韓德麗也受到來自大眾與其他受害者家屬的死亡威脅，他們發誓若韓德麗被釋放一定會殺了她。在1990年7月，內政大臣大衛·韋丁頓（David Waddington）決定，布雷迪與韓德麗倆人終身不得釋放（whole life tariff，英國法律專有名詞）。四年後，韋丁頓的繼任者麥可·霍華德（Michael Howard） 也說韓德麗必須在獄中渡過餘生。
1994年，英國上議院高等法官發佈了一則聲明－在考慮假釋出獄之前，無期徒刑的罪犯必須先服完最低刑期。這項公告十分受到受害者家屬的歡迎，也受到大多數民眾支持。但是韓德麗挑戰了這項裁決，在1997年12月、1998年11月以及2000年3月，她陸續向英國上議院提出上訴要求假釋出獄，並宣稱她已經對大眾不再具有危險性，也說她過往的作為都是受到布雷迪的影響。當第三次上訴被駁回時，她轉向歐洲人權法庭（European Court of Human Rights）提出上訴要求。在監獄官員與假釋委員會（parole board）提出評估報告中，認為韓德麗在監禁期間有所進步，並提出她已經懺悔且不再具有危險性。2002年5月，英國上議院規定－－內政大臣不得再否決假釋委員會所提出的釋放日期，因此韓德麗實現假釋夢想的機會也變的越來越高，這似乎同時也代表內政大臣失去了設定最低刑期的權力，因此估計有270名罪犯－包含了曾被加重刑期的韓德麗在內，將被提早釋放。在七十位服了超過最低刑期的無期徒刑罪犯中，韓德麗也是其中一位。

## 死亡
2002年韓德麗年屆六十，並曾多次出現健康方面的問題，最後因心肌梗塞在11月15日病逝於「西薩弗克郡醫院」（West Suffolk Hospital）。她有37年的時間都待在牢裡，期間她曾取得了英國公開大學的學位，並表示她已經回歸羅馬天主教（她在15歲時曾改變信仰）。她是英國被羈押最久的女罪犯，也是仅有的两个完整接受無期徒刑的女囚犯之一（另一人是Rose West），她在過世之前接受了臨終禱告。她的律師告訴媒體，韓德麗真的對自己的罪行感到十分抱歉。她總是形容自己是個悔過的罪人，但是也明白幾乎沒有人會願意她。那些曾為她爭取假釋的支持者說，她不應該在牢裡結束一生。這個團體的領導人Peter Timms曾經是典獄官，他坦承韓德麗的罪行的確很可怕，但是他覺得真正的問題是，和其他被判無期徒刑的犯人比起來，她遭受的是完全不同的待遇。
韓德麗的葬禮在11月20日於劍橋進行，大約有十二人出席，但是當中沒有任何一位是她的親戚（甚至是韓德麗年邁的母親也沒有出現）。有位住在靠近Soham的女性，在火葬場入口簽下了－「把她埋在地獄」的字眼。（因為Shoham 這個社區，當時才剛遭逢有兩個孩童被謀殺的事件）。因為有大批警力戒護，因此群眾離這場葬禮遠遠的。韓德麗被火化之後，她的骨灰被灑在一個秘密的地方。2003年1月，她的死因開始被調查，在過程中揭露了她曾要求醫生假使她的心跳停止，不要施行心肺復甦術。很諷刺地，韓德麗原本能因英國上議院做的決定而重獲自由，但那勢必會激怒大眾並且使政府蒙羞。
在韓德麗過世三天之後，大曼徹斯特郡警方透露他們曾經考慮起訴她（因謀殺寶琳娜與班奈特），對此韓德麗也曾坦承犯刑，但是最後並沒有被起訴。警方相信若以本案成功的起訴她，那不管她能活多久都勢必得一輩子待在監獄裡。2003年3月，皇家檢控署（Crown Prosecution Service）談到，在布雷迪因兩樁謀殺案而被起訴之後，要釋放他幾乎是完全不可能的事情，布雷迪本人也總是強調他從來都沒要求過被釋放。這兩名罪犯的經歷也被在2006年5月，被英國獨立電視台改編成為電視劇《非禮勿視之沼澤謀殺》（See No Evil: The Moors Murders），由Maxine Peake演出韓德麗的角色。同一年的10月《朗福德伯爵》這部電影上映，內容是改編自韓德麗與法蘭·派肯漢的關係（他在她生命的後期有著重要地位），本片中飾演她的是珊曼莎·摩頓（Samantha Morton）。2006年的耶誕節，「Channel 5」播出了一部詳細描述她獄中歲月的節目，名為《米拉·韓德麗－－獄中歲月》（Myra Hindley—The Prison Years）。這是首次有幾位韓德麗的獄友公開的談論她，根據曾和她同居的獄友的說法，韓德麗污衊了宗教，因為她曾利用且玩弄宗教來爭取更多假釋的機會。

## 英國內政部資料更新
2008年6月，英國內政部釋出了上千份大眾在之前無法取得的文件，有部分關於韓德麗（或是她親自所寫）在數十年監禁期間的資料仍然需要審查。在解禁的文件中，揭露了韓德麗與布雷迪在獄中曾持續有書信往來。在韓德麗遇到了派翠莎之後，布雷迪在韓德麗身上施的魔咒就解除了。她盡可能的切斷所有與他有關的的接觸，並計畫和派翠莎一起逃獄，但是最後被逮到了。派翠莎因此被判六年徒刑，在此之後，派翠莎與韓德麗也就沒再見過面。布雷迪對於她恢復成為天主教徒一事感到非常憤怒，若韓德麗當時真的能如她所願被釋放，則被允許可以秘密的繼續住在歐洲大陸。另外，1995年11月，韓德麗曾遞交一份請願書，要求讓一位曾與她通信的男性來探望她（這位男子待在另一個監獄，最後這個要求有被許可。）而這個男子的姓名仍被封存，但幾乎可以肯定就是布雷迪。

## 現代通俗文化
- 「Crass」這個無政府龐克（Anarcho Punk）樂團，在專輯《Stations of the Crass》中名為《大地之母》（Mother Earth）的歌曲指出，沼澤謀殺案是一場媒體審判，基於英國《星報》的出版品，韓德麗並沒有得到公平的判決。

那是韓德麗在封面上（It's Myra Hindley on the cover）/

你那個反抗媽媽的甜心（Your very own sweet anti-mother）/

她就在星報的上頭（There she is on the pages of The Star）/

那不就正是你希望她待的地方？（Ain't that just the place you wish you were?）/

讓她在地獄裡腐爛，這是你說過的話（Let her rot in hell is what you said）/

讓她腐爛，讓她飢餓你會看見她的死亡（Let her rot, let her starve, you'd see her dead）/

讓她滾開，但是別忘了還要告訴你她在哪兒（Let her out but don't forget to tell you where she is）/

那壓榨她的機會，是你不會錯過的機會（The chance to screw her is a chance you wouldn't miss）/

讓她難受，讓她痛苦，那是你給予的判決（Let her suffer, give her pain is the verdict you gave）/

你就是忍不住要在她的墳上撒尿（You just can't wait to piss on her grave）/

你裝作你被嚇壞了，假裝你在意的要命（You pretend that you're horrified, make out that you care）/

但你真正企盼的，就是你曾經到過那裡（But really you wish that you had been there.）

- 工業搖滾樂團悸動軟骨（Throbbing Gristle）常表演的一首歌曲名為《Very Friendly》，鉅細靡遺的描述了最後一次的沼澤謀殺案。
- 時尚設計師Patrik Rzepski以韓德麗為靈感設計了他2005年的女裝系列，包含了印上「我要沼澤米拉」（I Want Moor Myra）字樣的上衣和套裝。
- 性手槍合唱團的歌曲《沒有人是無辜的》（No One Is Innocent）當中的對句是「上帝救救韓德麗，上帝救救布雷迪 / 即使他的作為很可怕而她不是你說的淑女。」（God save Myra Hindley, God save Ian Brady/ Even though he's horrible and she ain't what you call a lady.）
- 女詩人卡羅爾·安·達菲（Carol Ann Duffy）的作品《惡魔的妻子》（收錄在《全世界的妻子》（The World's Wife），是以韓德麗與布雷迪做基礎，當中回顧了他們的相遇、殺人和被逮的過程，也有關於韓德麗的宗教信仰轉變的內容。
- 2007年由英國作家賀博·湯姆森（Rupert Thomson）的小說《殺手之死》（Death of a Murderer），創作的故事是有位警察名叫比利泰勒（Billy Tyler），在韓德麗死後奉命守在醫院，避免她在半夜從停屍間跑掉。雖然沼澤謀殺與審判都沒有清楚描述（韓德麗的名字也從未被提及），而泰勒在思考到他生命中的道德抉擇時，韓德麗這個角色在則塗抹了他的思想。
- 在曼徹斯特的樂團史密斯 (樂團)1984推出的首張同名專輯中，收錄了一首名為《受苦的小孩子》（Suffer Little Children）的輓歌，裡頭清楚的提到了沼澤謀殺與韓德麗。這首歌引發的一些騷動，致使主唱摩瑞西（Morrissey）與Ann West（受害者萊斯麗的母親）建立了友情，在歌曲中有提到她的名字。

## 延伸閱讀
- Media Representations Of Myra Hindley, Lesley McLaughlin, 2007, paperback.
- Myra Hindley: Inside the Mind of a Murderess, Jean Ritchie, Paladin 1991, paperback. ISBN 0-586-21563-8
- The Moors Murders: The Trial of Myra Hindley and Ian Brady, Jonathan Goodman, David & Charles 1986. ISBN 0-7153-9064-3
- Beyond Belief: A Chronicle of Murder and its Detection, Emlyn Williams, Pan 1992. ISBN 0-330-02088-9
- Brady and Hindley: The Genesis of the Moors Murders, Fred Harrison 1986 Grafton. ISBN 0-906798-70-1
- On Iniquity, Pamela Hansford Johnson 1967, Macmillan.
- 《沼澤野獸》（The Monsters Of The Moors），John Deane Potter, Ballantine Books 1967年
- 《連續殺人犯與大屠殺：100則聲名狼籍、野蠻與駭人聽聞罪行的故事》（Serial Killers and Mass Murderers: 100 Tales of Infamy, Barbarism and Horrible Crime），Joyce Robins. ISBN 1-85152-363-4.
- 《世上最知名的殺手》（The World's Most Infamous Murders）ISBN 0-425-10887-2.

## 外部連結
- Brian Deer on Hindley's campaign for release （页面存档备份，存于）
- Murder On The Moors: The Ian Brady and Myra Hindley Story
- BBC News Search Results for Myra Hindley
- - MURDERUK - Moors Murders （页面存档备份，存于）